# Петелин, Виктор Васильевич
Ви́ктор Васи́льевич Пете́лин (27 ноября 1929, село Хавертово, Михайловский район, Московская область, РСФСР, СССР — 1 февраля 2022) — советский и российский литературовед, литературный критик, прозаик, журналист. Доктор филологических наук (1992). Член Союза писателей СССР (с апреля 1968) и Российской Федерации. Автор многих критических и прозаических книг.
Лауреат Всероссийских литературных премий, в том числе Международной премии имени М. А. Шолохова.

## Биография
Окончил среднюю школу в Москве, затем филологический факультет МГУ. После аспирантуры под руководством А. И. Метченко защитил кандидатскую диссертацию «Человек и народ в романах М. А. Шолохова» (1961).
Старший редактор, заместитель заведующего отделом прозы, исполняющий обязанности заведующего отделом прозы в издательстве «Советский писатель» (1961—1968), заведующий отделом критики, библиографии и искусства, член редколлегии журнала «Молодая гвардия» (1968—1971), заведующий отделом критики и библиографии в еженедельнике «Литературная Россия» (1974). С 1981 по 1984 год работал заместителем секретаря парткома Московской писательской организации.
В 1990 году подписал «Письмо 74-х».
Был женат на дочери писателя Ивана Стаднюка.

## Основные работы
- Метод. Направление. Стиль. — М.: Искусство, 1963
- Гуманизм Шолохова. — М.: Советский писатель, 1965
- Виталий Закруткин. Литературный портрет. — М.: Советская Россия, 1969
- Память сердца неистребима. — М.: Правда, 1970
- Россия — любовь моя. Портреты. Обзоры. Споры и размышления. — М.: Московский рабочий, 1972, 1986
- Родные судьбы. — М.: Современник, 1974, 1976
- Михаил Шолохов.: очерк жизни и творчества. — М.: Воениздат, 1974
- Алексей Толстой. — М.: Молодая гвардия, 1978 (ЖЗЛ)
- Судьба художника. — М.: Военное издательство, 1979, 1982
- Заволжье: Документальное повествование. — М.: Современник, 1982, 1988
- Это было под Плевной. Документальная повесть о генерале Тотлебене. Сборник «Герои Шипки». — М.: Молодая гвардия, ЖЗЛ, 1979
- Возвращение Мастера: статьи о М. А. Булгакове. — М.: Правда, 1986
- Мятежная душа России. — М.: Советская Россия, 1986
- Михаил Шолохов: Страницы жизни и творчества. — М.: Советский писатель, 1986
- Михаил Булгаков: Жизнь. Личность. Творчество. — М.: Московский рабочий, 1989
- Фельдмаршал Румянцев. — М.: Воениздат, 1989
- Восхождение. Документальное повествование о молодом Шаляпине. — М.: Советский писатель, 1989
- Счастье быть самим собой: Жизнеописание в воспоминаниях, письмах, интервью, фотографиях. — М.: Голос, 1999
- Восхождение, или Жизнь Шаляпина (1894—1902). — М.: Центролиграф, 2000, 2004
- Триумф, или Жизнь Шаляпина (1903—1922). — М.: Центрполиграф, 2000, 2004
- Жизнь Булгакова. Дописать раньше, чем умереть. — М.: Центрполиграф, 2000
- Дни Екатерины Великой. — М.: РБП, 2001
- Жизнь Алексея Толстого. «Красный граф». — М.: Центрполиграф, 2001
- Жизнь Шолохова. Трагедия русского гения. М.: «Центрполиграф», 2002
- Фельдмаршал Румянцев. — М.: Центрполиграф, 2006
- Жизнь Максима Горького. — М.: Центрполиграф, 2007
- Шаляпин и Иола Торнаги. — М.: Алгоритм, 2007
- Территория любви Алексея Толстого. — М.: Алгоритм, 2007
- Жизнь графа Дмитрия Милютина. — М.: Центрполиграф, 2010
- Мой XX век. Счастье быть самим собой. — М.: Центрполиграф, 2010
- Михаил Александрович Шолохов. Энциклопедия. — М.: Алгоритм, 2011
- История русской литературы XX века. (1890-е годы — 1953 год). — М.: Центрполиграф, 2012
- История русской литературы XX века. (1953—1993). — М.: Центрполиграф, 2013

К 100-летию М. А. Шолохова подготовил к изданию «Письма. 1924—1984» (М.: Советский писатель,2003), сборник «Михаил Шолохов в воспоминаниях современников» (М.: Центрполиграф, 2005).